# Simon Reynaud
Pour les articles homonymes, voir Reynaud.
Simon Reynaud est un homme politique français né le 18 mars 1875 à Rive-de-Gier (Loire) et décédé le 18 janvier 1954 à Nice (Alpes-Maritimes).
Ingénieur et représentant de commerce, il est adjoint au maire de Saint-Étienne et député de la Loire de 1924 à 1928, inscrit au groupe Républicain socialiste. 

## Sources
- « Simon Reynaud », dans le Dictionnaire des parlementaires français (1889-1940), sous la direction de Jean Jolly, PUF, 1960 [détail de l’édition]